# Baden (Schiff, 1922)
Die zweite Baden der Hamburg-Amerikanischen Packetfahrt-Actien-Gesellschaft (Hapag) war das dritte Schiff der Länder-Klasse und das letzte der Klasse mit einer Passagiereinrichtung für den Südamerika-Dienst.
Das Schiff wurde am 24. Oktober 1930 beim Verlassen von Rio de Janeiro aus einem brasilianischen Fort beschossen, was zu 31 Toten führte. Im Dezember 1940 versenkte die Besatzung das Schiff selbst, als es, beim Versuch das von den Deutschen besetzte Frankreich zu erreichen, vom britischen Schweren Kreuzer Berwick gestellt wurde.

## Geschichte
Zum ersten Bauprogramm der Hapag nach dem Ersten Weltkrieg gehörten drei Schiffe der Länderklasse, die beim Bremer Vulkan bestellt wurden. Die Schiffe sollte bei einer Größe von 9000 BRT eine Tragfähigkeit von 11.500 tdw haben und dazu noch eine kleine Zahl von Kabinenfahrgästen und etwa 700 Fahrgäste in der III. Klasse aufnehmen. Die beiden ersten Schiffe, die Bayern und die Württemberg wurden schon 1921 fertiggestellt und kamen erst auf dem Nordatlantik zum Einsatz.

### Südamerika-Dienst
Die als drittes Schiff der Serie geplante „Westfalen“ lief als Baden erst im Abstand eines halben Jahres am 25. Februar 1922 in Vegesack vom Stapel und wurde am 4. Mai 1922 ausgeliefert. Sie war das zweite Schiff der Hapag, das nach dem deutschen Land Baden benannt war. Die erste Baden (7676 BRT) war im Ersten Weltkrieg mit 12000 t Kohlen von Pernambuco im August 1914 zum Kleinen Kreuzer Dresden im Atlantik gestoßen und hatte ihn und dann das Kreuzergeschwader bis zum Seegefecht bei den Falklandinseln begleitet, wo sie durch den britischen Hilfskreuzer HMS Macedonia versenkt wurde.
Die mit 8803 BRT vermessene neue Baden verließ am 16. Mai 1922 Hamburg zu ihrer Jungfernreise zu den Häfen am La Plata. Den Passagierdienst auf dieser Linie hatte allerdings schon am 14. September 1921 die von den Alliierten zurückgekaufte Teutonia ex Habsburg wieder eröffnet.
1922/1923 erhielt die Hapag mit der Sachsen und der Hessen noch zwei weitere Schiffe der Länder-Klasse vom Bremer Vulkan, die auch nach Südamerika zum Einsatz kamen aber keinen Raum für eine III. Klasse oder Zwischendeckspassagiere vorhielten. Sie konnten anfangs nur 18 Kabinenfahrgäste befördern, was später etwas erweitert wurde und waren Frachter mit einer nicht ganz kleinen Möglichkeit der Fahrgastbeförderung.

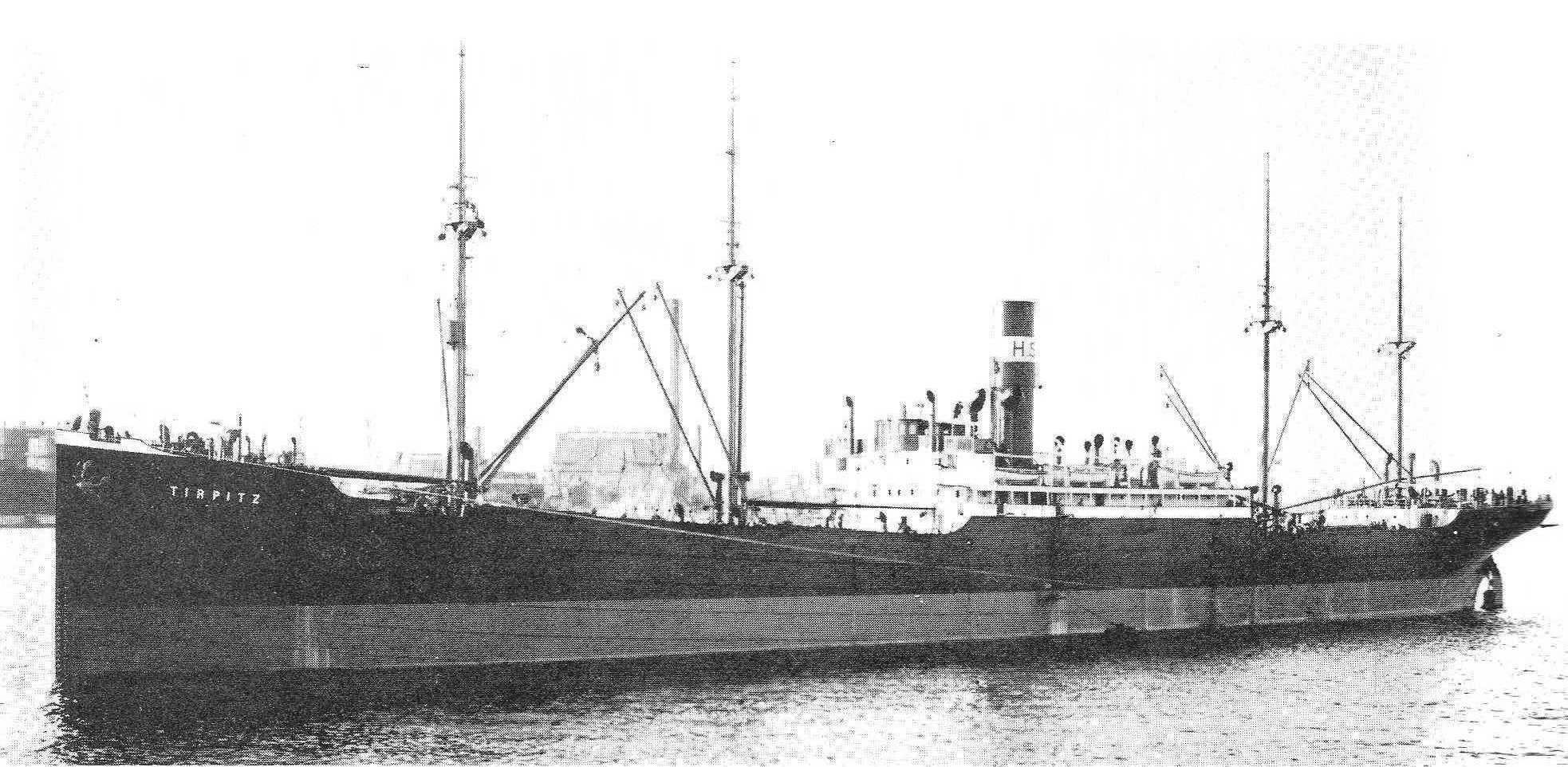
Die in Flensburg gebaute Tirpitz der Stinnes-Reederei

Vor der Hapag hatte die Firma Stinnes fünf sehr ähnliche Schiffe beim Vulkan bestellt, die auf der Route nach Ostasien eingesetzt werden sollten. Die Hapag und Stinnes bestellten noch je zwei sehr ähnliche Frachter bei der Flensburger Schiffbau-Gesellschaft, die bei der Hapag als Preußen und Oldenburg in Dienst kamen und der Länder-Klasse zugeordnet wurden.
Den Liniendienst der Hapag nach Südamerika verstärkten zuerst zwei weitere Rückkäufe ehemaliger Schiffe mit der Rugia  und der Graecia ex Thessalia und die vorrangig als Frachter eingesetzte Sachsen. Dann kam ab Januar 1923 das Schwesterschiff Württemberg auch auf die Südamerika-Route und schließlich 1924 auch noch das Typschiff Bayern. Gleichzeitig wurden aber auch die drei alten Schiffe wieder abgezogen, um einen neuen Mittelamerika-Dienst aufzubauen.
Die wirtschaftlichen Erfolge des Dienstes waren nicht überragend. Die Übernahme der Übersee-Abteilung der Stinnes-Reederei brachte ein Anwachsen des Dienstes, da diese Reederei auch seit 1922 einen Fracht- und Passagierdienst auf der gleichen Route anbot. Ein Teil der Stinnes-Schiffe war dabei zur Tochtergesellschaft Artus nach Danzig ausgeflaggt (Holm und Artus), während die General Belgrano (ex Bahio Castillo, 1913 Reiherstieg-Werft, 10121 BRT) und drei aus Skandinavien angekaufte, kleinere Frachter in Hamburg beheimatet waren, die anfangs auch weiterhin nach Südamerika zum Einsatz kamen.
 Die eingesetzten Schiffe wurde regelmäßig modernisiert. So erhielten die Schiffe der Länder-Klasse Abdampfturbinen, wodurch die Maschinenleistung auf 5000 PS und die Höchstgeschwindigkeit auf 13 Knoten stieg. Auch wurde die Artus zur General Mitre (9899 BRT) umgebaut und dennoch 1931 aufgelegt. Die beiden anderen ehemaligen Stinnes-Passagierschiffe wurden 1929 und 1932 zum Abbruch verkauft. Als Neubau kam 1929 die General Osorio zum Südamerikadienst der Hapag und 1930 als Verstärkung die vom Nordatlantik abgezogenen, 11250 BRT großen Schwesterschiffen General San Martin (ex Thuringia) und General Artigas (ex Westphalia).

### DerBaden-Zwischenfall
Am 24. Oktober 1930 kam es dann vor Rio de Janeiro zu einer Beschießung der Baden. Das Schiff hatte am 4. Oktober Hamburg mit 169 Passagieren verlassen, in Gijón weitere 227 und in Leixões 47 Fahrgäste an Bord genommen und war am 24. Oktober in Rio eingetroffen. An diesem Tag putschte das brasilianische Militär und setzte den unterlegenen Präsidentschaftskandidaten, Getúlio Vargas (1882–1954), als neuen Präsidenten ein. Der Kapitän der Baden wollte daher schnell den Hafen wieder verlassen, da es Gerüchte über Auslaufverbote gab. Er erhielt eine grundsätzliche Auslauferlaubnis, auf einem handschriftlichen Zettel wurde ihm mitgeteilt, die endgültige Entscheidung würde der Kommandant des Forts Santa Cruz treffen. Die Baden verließ um 17.00 Uhr den Hafen und lief später am Fort Santa Cruz vorbei. Das dort gezeigte Flaggensignal war auf der Brücke der Baden unverständlich und schien nicht auf das Schiff bezogen. Das Schiff lief weiter aus dem Hafen und passierte weitere Forts. Der Warnschuss einer 75-mm-Kanone des Forts Santa Cruz wurde auf der Baden nicht beobachtet und ging auch weit daneben. Vom Fort wurde nun das Fort Vigia angewiesen, der Baden einen Stoppschuss vor den Bug zu setzen. Der Schuss einer der dortigen 15-cm-Kanonen ging weit hinter die Baden, ein sofort befohlener zweiter Schuss traf um 17.44 Uhr den achteren Mast auf Höhe der Saling.
Die Folgen des Treffers waren verheerend. Viele Fahrgäste hatten sich auf dem Achterdeck versammelt, um das Auslaufen aus einem der schönsten Häfen der Welt zu beobachten. Die Explosion durch den Treffer über den Passagieren löste eine Druckwelle aus, schoss die Granatsplitter in die versammelten Menschen und ließ den oberen Mast und die Ladebäume in die Gruppe stürzen.
Neun Menschen waren sofort tot. Die Ärzte der Baden versuchten den vielen Verletzten zu helfen, während das Schiff gewendet hatte und wieder den Hafen anzulaufen suchte. Fort Santa Cruz signalisierte mit Flaggen, ein Boot zu schicken, so der Kapitän Rolin warte. Als nach 40 Minuten sich immer noch nichts tat, lief er langsam in den Hafen. Um 19.30 Uhr konnten weitere Ärzte an Bord und die Verwundeten in Krankenhäuser transportiert werden. Über das Schiff verhängte das Militär eine Kontaktsperre. Als diese nach zwei Tagen aufgehoben wurde, stellte sich das Ausmaß des Desasters dar. 27 spanische Passagiere sowie drei Mann der Besatzung und ein spanischer Praktikant hatten ihr Leben verloren und weitere 39 Schwerverletzte mussten in den Krankenhäusern von Rio zurückgelassen werden.
Die deutsche Seeamtsverhandlung gab dem Kapitän der Baden eine Mitschuld an dem Zwischenfall, da er sich weder bemüht habe, den Zettel zu entziffern, noch das unklare Signal des Forts Santa Cruz hinterfragt hatte und auch keine Aufmerksamkeit den brasilianischen Forts geschenkt hatte. Dem brasilianischen Militär wurde die Hauptschuld gegeben, dass weder klare Signale gegeben hatte, noch in angemessener Weise seine Waffen hatte handhaben können.

### Weiterer Dienst für die Hapag und Endschicksal

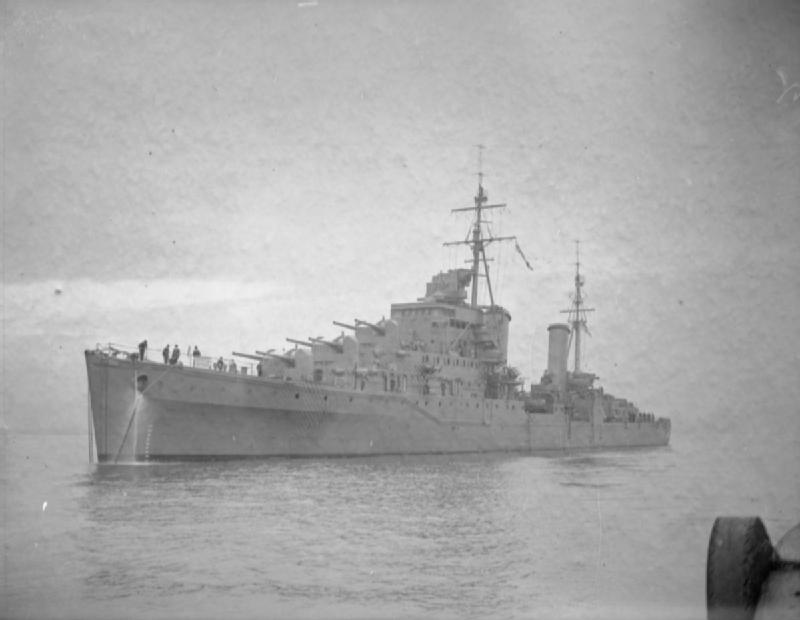
Die HMS Bonaventure

1935 wurde die Baden zu einem reinen Frachter von 8204 BRT umgebaut und sie blieb bei der staatlich durchgesetzten Entflechtung im Dienst der Hapag auf anderen Fahrtgebieten, da ihre Stammstrecke von deutscher Seite ab 1934 allein von der Hamburg-Süd bedient wurde. Bei Kriegsausbruch lief das Schiff Santa Cruz de Tenerife an, wo sie bis zum Dezember 1940 verblieb.
Dann versuchte die Baden zur inzwischen von den Deutschen besetzten französischen Atlantikküste durchzubrechen. Sie lief dabei am 28. Dezember etwa 325 Seemeilen nordöstlich von Ponta Delgada auf den Azoren auf die Sicherung des britischen Truppen-Geleitzugs WS.5A unter dem schweren Kreuzer Berwick, der drei Tage zuvor ein kurzes Gefecht mit dem den Geleitzug angreifenden Kreuzer Admiral Hipper geführt hatte. Da der Kapitän keine Chance sah, den britischen Kräften zu entkommen, leitete er die Selbstversenkung des Schiffes ein. Der Fla-Kreuzer Bonaventure beschleunigte den Untergang auf der Position 43° 0′ 0″ N, 23° 50′ 0″ W durch einen Torpedoschuss.
Brief an das Auswärtige Amt in Berlin, Bericht des Kapitäns Max Schaefer vom Dampfer „Baden“ der Hamburg-Amerika Linie vom 24. November 1943:
Über meine Reise nach Südamerika via Nordenham, Buenos Aires, Rosario de Santa Fé, Buenos Aires, Pernambuco und Santa Cruz de Tenerife hatte ich bereist der Hamburg – Amerika Linie ausführlich Bericht erstatte. Es folgt nun die Berichterstattung über die Abfahrt von Tenerife, Versenkung des Schiffes, Gefangennahme der gesamten Mannschaft und Internierung in England.
Dampfer „Baden“ verlies am 15. Dezember 1940 den Hafen von Tenerife, um nach St. Nazaire zu dampfen. Es wurden die vorgeschriebenen Kurse mit kleinen Abweichungen eingehalten. Auf der Reise wurden einige Fahrzeuge gesichtet, von denen rechtzeitig abgehalten wurde. Nachts wurde vollkommen abgeblendet gefahren. Am 11. Reisetag. den 26. Dezember 9 1/2 Uhr vorm. , wurde ca. 1 1/2 Strich an Steuer Bord eine Rauchfahne gesichtet. Nach kurzer Zeit kamen die Aufbauten in Sicht und konnte durch Fernrohr feststellt werden, dass wir ein Kriegsschiff vor uns hatten. Nach weiteren 5 Minuten war mir klar, dass es ei englisches Kriegsschiff, kleiner Kreuzertyp, war. In diesem Augenblick erfolgte auch schon 2 Schüsse vor dem Bug, worauf die Maschine gestoppt wurde und die Mannschaft in die Boote ging. Ich gab Order in die Maschine, die Seeventile zu zerschlagen und die Mannschaft auf Bootsstation zu schicken und klarzumachen, das Schiff zu verlassen. Die Order wurde von Hern Ing. Thormann prompt ausgeführt. Back Bord Seite war unsere Lee Seite, so dass wir in aller Ruhe die Rettungsboote zu Wasser bringen konnten. Der II. Offizier wurde von mir beauftragt, folgenden Funkspruch mit Position abzugeben. „Werden von englischen Kreuzer angegriffen, versenken das Schiff und gehen in die Boote“. Dieser Funkspruch wurde mehrere Male abgegeben. Die ungefähre Position unseres Schiffes war ca. 43°N. Breit und 23 1/2 ° westl. Länge. Wie sich später herausstellte, war es die „Buenaventura“, die uns gesichtet hatte. Der Kreuzer kam schneller näher und beschoss das Schiff mit Maschinengewehrkugeln, die in die Deckshäuser und Aufbauten gingen. Wahrscheinlich wollte er uns am Verlassen des Schiffes und Absenden der Telegramme hindern. Nachdem die Rettungsboote zu Wasser gelassen waren, ging die Mannschaft in die Boote. Der I. Offz., II Offz. und ich selbst nahmen das kleine Arbeitsboot, welches als Rettungsboot mit Luftkästen eingerichtet war. Den I. Offz. beauftragte ich, vor dem Verlassen des Schiffes das Schiff in Brand zu stecken. Zu diesem Zwecke wurden in der Arztkammer eine 25 Ltr. Benzinkanne bereitgehalten. In kurzer Zeit schlugen helle Flammen aus der Kajüte. Nachdem sich der I. und II. Offizier ins Rettungsboot begeben hatten, verlies ich als Letzter das Schiff. Die Geheimpapiere wurden von mir versenkt. Leider hakte beim wegfieren des Bootes eine Talje, so dass das Boot voll Wasser schlug und die Riemen nicht benutzt werden konnten. Wir trieben aber schnell klar vom Schiff, konnten jedoch von den anderen Rettungsbooten nichts mehr sehen. Es stand eine ziemlich hohe Dünung und kabbelige See. Die"Buenaventura" hatte sich inzwischen schnell genähert und dampfte hinter dem Heck an der Back Bord Seite der „Baden“ vorbei, die Mittschiffs in hellen Flammen stand und hinten langsam wegsackte. Der englische Kreuzer nahm große Fahrt auf und dampfte aus Sicht. Wie mir der Kommandant (Capt. Egerton) später erzählte, wegen U-Boot-Gefahr und großer Hitze beim vorbeifahren an unserer B.B. Seite. Die „Buenaventura“ lief nun aus Sicht und erschien erst in 2 1/2 – 3 Std. wieder in Sicht, um uns dann aufzunehmen. Zuerst wurde wir, im kleinen Bott aufgenommen. Leider hatten wir das Missgeschick bei der hohen Dünung 2 mal Längsseite der B. zu kentern, konnten uns jedoch noch am Boot festhalten, um dann mittels Leinen hochgezogen zu werden. Ich selbst trug eine Handverletzung und Rippenquetschungen davon und wurde an Bord verbunden. Kurz hintereinander wurden dann die abgetriebenen Rettungsboote angesteuert und die Mannschaft aufgenommen. Sämtliche 39 Besatzungsmitglieder wurden gerettet. Der britische Kreuzer versuchte, die noch treibende „Baden“ durch Artilleriefeuer zum Sinken zu bringen, was jedoch nicht gelang. Darauf wurde ein Torpedo abgefeuert, der fehlging; erst der 2. Torpedo hatte Erfolg. Gegen 2 Uhr nachmittags wurde die Weiterreise nach Gibraltar, wohin der Kreuzer mit den An Bord befindlichen Truppen bestimmt war, fortgesetzt. Die Unterkunft an Bord war sehr primitiv, die Verpflegung aber reichlich und gut.
gez. Max Schaefer
Kapitän es D. „Baden“
Hamburg – Amerika Linie

## Schicksal der Schwesterschiffe
| Stapellauf in Dienst             | Name             | Tonnage            | BauNr      | Schicksal |
| -------------------------------- | ---------------- | ------------------ | ---------- | --- |
| 2. Juni 1921 23. August 1921     | Bayern (II)      | 9014 BRT 11760 tdw | BrV-Nr.596 | Jungfernreise von Hamburg nach New York, ab März 1924 La Plata-Dienst 8899 BRT / 568 Fahrgäste III. Klasse, ab 1929 Abdampfturbine (5000 PS, 13 kn), Januar 1936 Verkauf nach Frankreich als Sontay, 1955 Sunlock/ Panama, 1959 Abbruch in Japan |
| 5. August 1921 30. Oktober 1921  | Württemberg (II) | 8895 BRT 11660 tdw | BrV-Nr.597 | Jungfernfahrt von Hamburg nach New York, ab Januar 1924 La Plata-Dienst 8899 BRT / 588 Fahrgäste III. Klasse, ab 1929 Abdampfturbine, Dezember 1935 Verkauf an Erste Deutsche Walfang-Gesellschaft / umbenannt in Jan Wellem, am 13. April 1940 in Narvik versenkt, im Juli 1940 gehoben und repariert, 1947 Abbruch in Schottland                  |
| 3. Juni 1922 5. September 1922   | Sachsen (II)     | 8109 BRT 11465 tdw | BrV-Nr.599 | Jungfernreise von Hamburg zum La Plata, Juni 1923 Westküsten-, Oktober 1926 Ostasien-Dienst, 1936 Verkauf an die Hamburg-Süd, 1937 Umbenennung in La Plata, 4. Oktober 1943 nach schweren Bombentreffern in Bodø auf den Strand gesetzt, nach dem Kriegsende verschrottet                                                                           |
| 14. April 1923 2. Juni 1923      | Hessen           | 8116 BRT 11430 tdw | BrV-Nr.600 | Jungfernfahrt von Hamburg nach New York, La Plata-, Westküsten- und Ostasien-Dienst, 1935 an URAG verkauft / jetzt Fechenheim, 12. Februar 1943 im Båtsfjord durch ein sowjetisches U-Boot versenkt, nach dem Kriegsende gehoben und in Großbritannien verschrottet                                                                                 |
| 12. April 1922 11. Oktober 1922  | Preussen (II)    | 8116 BRT 11958 tdw | FSG-Nr.361 | Jungfernfahrt von Hamburg nach Ostasien, Ostasien-Dienst, 19. Juli 1941 auf dem Weg von Neapel nach Libyen bei Pantelleria durch britische Flugzeuge versenkt |
| 20. Februar 1923 20. Juni 1923   | Oldenburg        | 8116 BRT 12057 tdw | FSG-Nr.362 | Jungfernfahrt von Hamburg nach Ostasien, La Plata-, Westküsten- und Ostasien-Dienst, 28. Dezember 1943 vor Stadlandet durch britisches U-Boot HMS Seadog versenkt |
| Stinnes                          |                  |                    |            | |
| 26. Oktober 1920 31. Januar 1921 | Artus            | 7879 BRT 12335 tdw | BrV-Nr.592 | Artus-Reederei, Jungfernfahrt von Hamburg zum La Plata , 1924 Umbau zum Kombischiff / 700 Passagiere III. Klasse, 1927 Modernisierung auf der Deutschen Werft, 9871 BRT, 95 Passagiere II. Klasse, 630 Passagiere III. Klasse,/ jetzt General Mitre, September 1935 Verkauf nach Italien / Sannio, 1950 im Schlepp auf dem Weg zum Abbruch gesunken |
| 1921                             | Oliva            | 7885 BRT 12057 tdw | BrV-Nr.593 | Artus-Reederei, Ostasien-Dienst, 1931 verkauft |
| 1921                             | Hindenburg       | 7880 BRT 12086 tdw | BrV-Nr.594 | Ostasien-Dienst, 17. November 1942 nach Minentreffer durch sowjetische U-Boot-Mine vor Utö im Schlepp gesunken |
| 1921                             | Ludendorff       | 7892 BRT 12086 tdw | BrV-Nr.595 | Ostasien-Dienst, 1927 umbenannt in Mecklenburg, 1939 Selbstversenkung nahe Sable Island |
| 1921                             | Tirpitz (II)     | 7970 BRT 12096 tdw | FSG-Nr.356 | Ostasien-Dienst, 23. Juli 1941 nach Minentreffer im Mittelmeer gesunken |
| 1921                             | Havenstein       | 7973 BRT 12096 tdw | FSG-Nr.357 | Ostasien-Dienst, 1940 an Japan verkauft, umbenannt in Teisho Maru, im Herbst 1944 vor Taiwan gesunken |